# Holmio
El holmio es un elemento químico de la tabla periódica cuyo símbolo es Ho y su número atómico es 67. Es un metal relativamente blando, plateado, bastante resistente a la corrosión y maleable. Como muchos otros lantánidos, el holmio es demasiado reactivo para encontrarse en forma nativa, ya que el holmio puro forma lentamente una capa de óxido amarillento cuando se expone al aire. Cuando está aislado, el holmio es relativamente estable en aire seco a temperatura ambiente. Sin embargo, reacciona con el agua y se corroe fácilmente, y también arde en el aire cuando se calienta.
En la naturaleza, el holmio se encuentra junto con otros metales de tierras raras (como el tulio). Es un lantánido relativamente raro, que constituye 1,4 partes por millón de la corteza terrestre, una abundancia similar a la del wolframio. El holmio fue descubierto a través de su aislamiento por el químico sueco Per Theodor Cleve e independientemente por Jacques-Louis Soret y Marc Delafontaine, que lo observaron espectroscópicamente en 1878. Su óxido fue aislado por primera vez de minerales de tierras raras por Cleve en 1878. El nombre del elemento proviene de Holmia, el nombre latino de la ciudad de Estocolmo.
Como muchos otros lantánidos, el holmio se encuentra en los minerales monacita y gadolinita y suele extraerse comercialmente de la monacita mediante técnicas de intercambio iónico. Sus compuestos en la naturaleza y en casi toda la química de laboratorio son trivalentes oxidados, conteniendo iones Ho(III). Los iones de holmio trivalentes tienen propiedades fluorescentes similares a las de muchos otros iones de tierras raras (al tiempo que producen su propio conjunto de líneas luminosas de emisión únicas), por lo que se utilizan de la misma manera que otras tierras raras en ciertas aplicaciones de láser y de colorantes de vidrio.
El holmio tiene la mayor permeabilidad magnética y saturación magnética de todos los elementos, por lo que se utiliza para los polos de los imanes más potentes. Dado que el holmio absorbe fuertemente los neutrones, también se utiliza como veneno quemable en los reactores nucleares.

## Historia

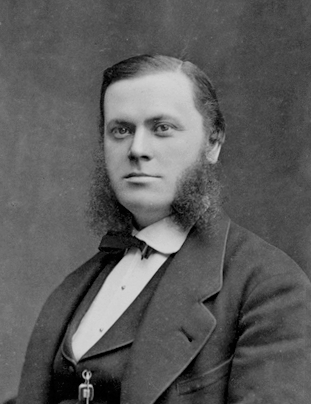
Per Teodor Cleve en torno a 1885

El holmio (Holmia, nombre en latín de Estocolmo) fue descubierto por Jacques-Louis Soret y Marc Delafontaine en 1878, quienes observaron las inusuales banda de absorción espectrográficas  del entonces desconocido elemento (lo llamaron "Elemento X").
Poco más tarde en ese mismo año, Per Teodor Cleve descubrió de forma independiente el elemento mientras trabajaba con óxido de erbio, y fue el primero en aislarlo.
Utilizando el método desarrollado por Carl Gustaf Mosander, Cleve eliminó primero todos los contaminantes conocidos de la erbia. El resultado de ese esfuerzo fueron dos nuevos materiales, uno marrón y otro verde. Llamó a la sustancia marrón holmia (por el nombre latino de la ciudad natal de Cleve, Estocolmo) y a la verde thulia. Más tarde se descubrió que la holmia era el óxido de holmio, y la thulia era el óxido de tulio.
En el clásico artículo de Henry Moseley sobre los números atómicos, se asignó al holmio un número atómico de 66. Evidentemente, la preparación de holmio que le habían dado para investigar había sido groseramente impura, dominada por el disprosio vecino (y no representado). Habría visto líneas de emisión de rayos X para ambos elementos, pero supuso que las dominantes pertenecían al holmio, en lugar de la impureza del disprosio.

## Propiedades físicas

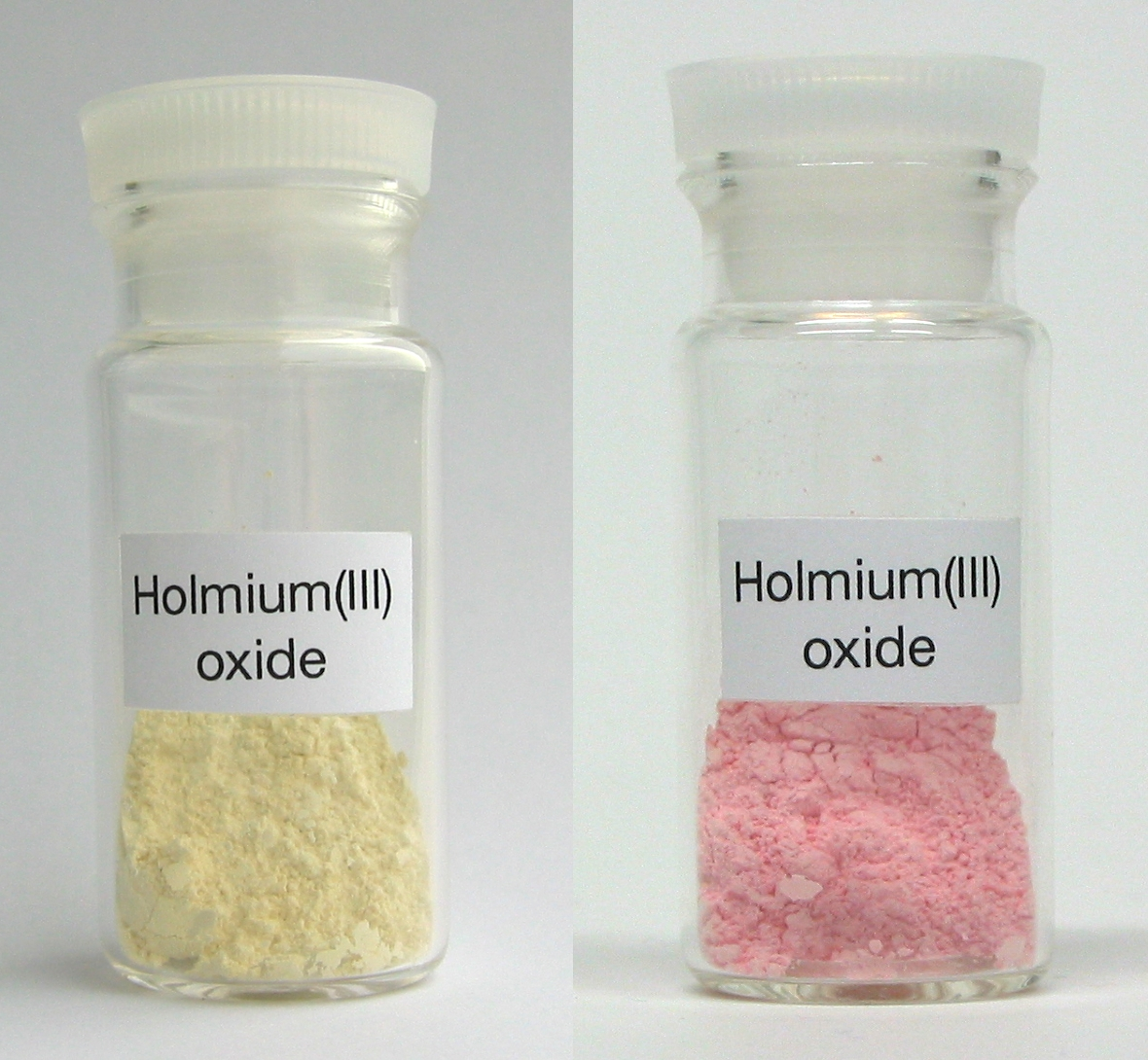
Ho_{2}O_{3}, izquierda: luz natural, derecha: bajo un cátodo frío lámpara fluorescente.

Elemento químico, símbolo Ho, número atómico 67, peso atómico 164.930; es un elemento metálico colocado en el grupo de las tierras raras. El isótopo estable 165Ho constituye el 100% del elemento en la naturaleza. El metal es paramagnético, pero a medida que la temperatura disminuye se convierte en antiferromagnético y luego al sistema ferromagnético.
El holmio es el undécimo miembro de la serie lantánidos. En la tabla periódica, aparece entre los lantánidos disprosio a su izquierda y erbio a su derecha, y encima del actínido einstenio. Es un elemento relativamente blando y maleable que es bastante resistente a la corrosión y estable en aire seco a temperatura y presión estándar. Sin embargo, en aire húmedo ya temperaturas elevadas, se oxida rápidamente, formando un óxido amarillento. En forma pura, el holmio posee un brillo metálico plateado brillante. Con un punto de ebullición de 2727°C, el holmio es el sexto lantánido más volátil después del iterbio, europio, samario, tulio y disprosio. En condiciones ambientales, el holmio, como muchos de la segunda mitad de los lantánidos, normalmente asume una estructura de hexagonalmente compacto (hcp). Sus 67 electrones están dispuestos en la configuración [Xe]4f11 6s2.
El óxido de holmio tiene algunos cambios de color bastante dramáticos dependiendo de las condiciones de iluminación. A la luz del día, tiene un color amarillo tostado. Bajo la luz tricromática, es de color rojo anaranjado intenso, casi indistinguible de la apariencia del óxido de erbio bajo las mismas condiciones de iluminación. El cambio de color percibido está relacionado con las bandas de absorción nítidas de holmio que interactúan con un subconjunto de las bandas de emisión nítidas de los iones trivalentes de europio y terbio, que actúan como fósforos.
El holmio, al igual que todos los lantánidos (excepto el lantano, iterbio y lutecio, que no tienen electrones 4f no apareados), es paramagnético en condiciones ambientales, pero es ferromagnético a temperaturas por debajo de 19 K. Posee el mayor momento magnético 10.6 µB de todos los elementos que se encuentran en la naturaleza y posee otras propiedades mag
gnéticas inusuales. Si se lo combina con itrio, forma compuestos altamente magnéticos.

## Compuestos

### Óxidos y calcogenuros
El óxido de holmio (III) es el único óxido de holmio. Cambia de color dependiendo de las condiciones de iluminación. A la luz del día tiene un color amarillento. Bajo la luz tricromática, aparece de color rojo anaranjado, casi indistinguible de la apariencia del óxido de erbio en las mismas condiciones de iluminación. El color El cambio está relacionado con las marcadas líneas de emisión de iones de holmio trivalentes que actúan como fósforos rojos. El óxido de holmio (III) aparece de color rosa bajo una lámpara fluorescente de cátodo frío.
Otros calcogenuros son conocidos por el holmio. El sulfuro de holmio (III) tiene cristales de color amarillo anaranjado en el sistema cristalino monoclínico, con el grupo espacial P' '21/m (Nº 11). Bajo alta presión, holmio(III ) el sulfuro se puede formar en el cúbico y el ortorrómbico sistema cristalino. Se puede obtener mediante la reacción de óxido de holmio (III) y sulfuro de hidrógeno en 1598 Kelvin (1324,9 °C; 2416,7 °F). También se conoce el seleniuro de holmio (III). Es antiferromagnético por debajo de 6 K.

### Haluros
Se conocen los cuatro trihaluros de holmio. El fluoruro de holmio (III) es un polvo amarillento que se puede producir haciendo reaccionar óxido de holmio (III) y fluoruro de amonio, y luego cristalizándolo a partir de la sal de amonio formada en solución. El cloruro de holmio (III) se puede preparar de manera similar, con cloruro de amonio en lugar de fluoruro de amonio. Tiene el YCl3 estructura de capas en estado sólido. Estos compuestos, así como el bromuro de holmio(III) y el yoduro de holmio(III), se pueden obtener mediante la reacción directa de los elementos:
2 Ho + 3 X2 → 2 HoX3
Además, el yoduro de holmio (III) se puede obtener mediante la reacción directa del holmio y el yoduro de mercurio (II), eliminando luego el mercurio mediante destilación.

### Compuestos de organoholmio
Los compuestos de organoholmio son muy similares a los de los otros lantánidos, ya que todos comparten la incapacidad de sufrir backbonding π. Por lo tanto, están restringidos en su mayoría a los ciclopentadienuros, en su mayoría iónicos (isoestructurales con los del lantano) y a los alquil y arilo simples con enlaces σ, algunos de los cuales pueden ser polimérico.

## Aplicaciones

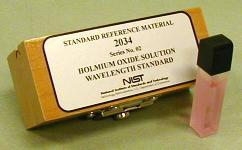
Una solución de óxido de holmio al 4% en ácido perclórico al 10%, fundida permanentemente en una cubeta de cuarzo como patrón de calibración óptica.

El holmio tiene pocas aplicaciones prácticas, aunque se ha usado como catalizador en reacciones químicas industriales y también para la fabricación de algunos dispositivos electrónicos. En medicina se utiliza el láser de holmio.
También se utiliza el filtro de vidrio de óxido de holmio como material de referencia certificado para evaluación de la precisión de longitud de onda en las regiones UV y visibles en equipos de espectroscopía.
El holmio tiene la mayor fuerza magnética de todos los elementos y, por lo tanto, se utiliza para crear los campos magnéticos más fuertes generados artificialmente, cuando se coloca dentro de imanes de alta resistencia como pieza de polo magnético (también llamado concentrador de flujo magnético). También se utiliza en la fabricación de algunos imanes permanentes. Dado que puede absorber los neutrones generados por la fisión nuclear, también se utiliza como veneno quemable para regular los reactores nucleares.
El granate de hierro de itrio (YIG) dopado con holmio y el fluoruro de litio e itrio (YLF) tienen aplicaciones en láseres de estado sólido, y el Ho-YIG tiene aplicaciones en aisladores ópticos y en equipos de microondas (por ejemplo, esferas de YIG). Los láseres de holmio emiten a 2,1 micrómetros. Se utilizan en aplicaciones médicas, dentales y de fibra óptica.
El holmio es uno de los colorantes utilizados para la circonia cúbica y el vidrio, proporcionando una coloración amarilla o roja. Los vidrios que contienen óxido de holmio y las soluciones de óxido de holmio (normalmente en ácido perclórico) tienen picos de absorción óptica muy marcados en el rango espectral 200-900 nm. Por ello, se utilizan como patrón de calibración para espectrofotómetros ópticos y están disponibles comercialmente.
El 166m1Ho radioactivo pero de vida media larga es utilizado para calibrar espectrómetros de rayos gamma.
En marzo de 2017, IBM anunció que había desarrollado una técnica para almacenar un bit de información en un átomo de holmio en un lecho de óxido de magnesio.
Con suficientes técnicas de control cuántico y clásico, Ho podría ser un buen candidato para hacer ordenadores cuánticos.